# دخانية عربية
دخانية عربية (الاسم العلمي: Fumana arabica) هي نوع من النباتات يتبع جنس الدخانية من الفصيلة القريضية.

## الموئل والانتشار
موطنه كامل مناطق الشام.